# سكر ألدهيدي

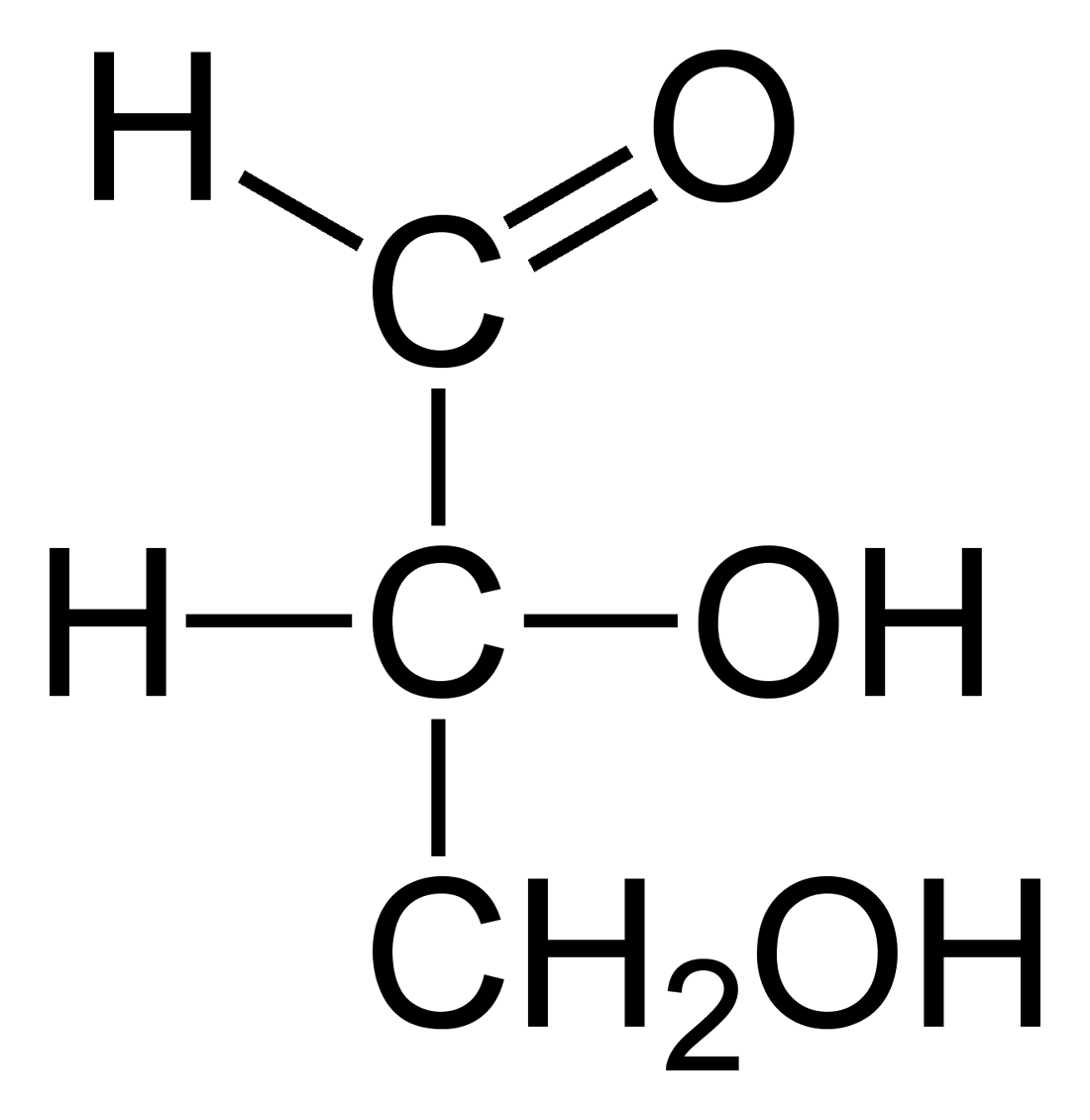
اسقاط فيشر لل D-جليسيرالدهيد

سكريات الدهيدية الكربوهيدرات مركبات متعددة الهيدروكسيل وأغلبها تحتوي على مجموعة الديهيد أو كيتون . ويطلق على السكر الذي يحتوي على مجموعة الدهيد (الدوز) aldose
و 'ألدوز' هو سكر أحادي (سكر بسيط) الذي يحتوي على مجموعة ألدهيد (-CH = O) واحد فقط في جزيء. يأخذ في الصيغة الكيميائية شكل
Cn(H2O)n.
و أبسط ألدوز ممكن هو ثنائي الأوز جلايكوالدهايد، الذي يحتوي على ذرتي كربون فقط
.
الالدوزات لأن لديها ذرة كربون مركزية غير متماثلة واحدة على الأقل، مع ثلاثة أو أكثر من ذرات الكربون المعرض لتصاوغ فراغي. هذا يعني ألدوز يمكن أن توجد في أي من 
D form or L
.

## خواص الالدوزات
- تحتوي عى نوعين من المجموعات الوظيفية : مجموعة ( -CHO ) ومجموعات الهيدروكسيل ( OH) وللمجموعتين القدرة على التفاعل معا لتكوين صيغة حلقية ؛ حيث ترتبط ذرة الكربون رقم (1) وهي ذرة الكربون الألدهيدية بذرة الكربون رقم (5) وهي ذرة الكربون الكحولية من خلال ارتباط مجموعة ( C=O ) للأولى بمجموعة ( OH)
- تتأثر الألدوزات بمحلول فهلنج ؛ نظرا لاحتوائها على مجموعة ألدهيد ولذا فإن الألدوزات تعد من السكريات المختزلة .

## قائمة الالدوزات
- ثنائي الأوز: جلايكوالدهايد
- تريوز: غليسيرألدهيد
- تتروز ق: احميرار، ثريوز

شجرة عائلة الالدوزات : (1) D-(+)-glyceraldehyde; (2a) D-(−)-erythrose; (2b) D-(−)-threose; (3a) D-(−)-ribose; (3b) D-(−)-arabinose; (3c) D-(+)-xylose; (3d) D-(−)-lyxose; (4a) D-(+)-allose; (4b) D-(+)-altrose; (4c) D-(+)-glucose; (4d) D-(+)-mannose; (4e) D-(−)-gulose; (4f) D-(−)-idose; (4g) D-(+)-galactose; (4h) D-(+)-talose

- البنتوز ق: الريبوز، أرابينوز، الزيلوز، ليكسوز
- هيكسوز ق: آلوز، آلتروز، الجلوكوز، المانوز، غولوز، إيدوز، الجالاكتوز، تالوز